# José Manuel Durão Barroso
José Manuel Durão Barroso GCC • GColIH • CvGDM • GCMM (Lisboa, São Jorge de Arroios, 23 de março de 1956) é um político e professor universitário português, atual Presidente não-executivo do Banco Goldman Sachs International. Foi Primeiro-Ministro de Portugal de 2002 a 2004 e 11.º Presidente da Comissão Europeia de 2004 a 2014.
Jurista de formação, formado em Lisboa, com estudos de pós-graduação em ciências econômicas e sociais, feitos em Genebra, José Manuel Durão Barroso foi dirigente do MRPP no rescaldo do 25 de abril de 1974, partido maoísta com implantação significativa nos meios acadêmicos de Lisboa. Profissionalmente, exerceu funções docentes, primeiro na Faculdade de Direito da Universidade de Lisboa e, posteriormente, no ensino superior particular — mais precisamente na Universidade Lusíada. A sua carreira política acabaria por prosseguir no seio do Partido Social-Democrata, depois de fazer parte dos três governos de Aníbal Cavaco Silva, formados exclusivamente pelo PSD, entre 1985 e 1995.
O percurso político de Durão Barroso levou-o a exercer funções como Deputado, Ministro e Chefe de Governo em Portugal e, posteriormente, Presidente da Comissão Europeia (2004–2014). Com efeito, em Portugal, foi Subsecretário do Ministério da Administração Interna, em 1985–1987, e Ministro dos Negócios Estrangeiros, desde 1992 até 1995; sendo Primeiro-Ministro Aníbal Cavaco Silva. A seguir liderou a oposição ao governo de António Guterres, na qualidade de líder do PSD, entre 1999 e 2002. Entre 2002 e 2004 desempenhou o cargo de primeiro-ministro da República Portuguesa. A 23 de novembro de 2004, Barroso assumiu as funções de Presidente da Comissão Europeia, tendo sido reconduzido no cargo em Novembro de 2009, após ter sido reeleito pelo Parlamento Europeu a 16 de Setembro.

## Família
É filho de Luís António Saraiva Barroso (Rio de Janeiro, Santa Ana, 22 de junho de 1922 – 1977), transmontano de origem, da aldeia de Veiga de Lila, concelho de Valpaços, e de sua mulher (casados no Peso da Régua, Peso da Régua, a 4 de fevereiro de 1952), Maria Elisabeth de Freitas Gomes Durão (Vila Real, Folhadela, 19 de dezembro de 1922 – Lisboa, 16 de abril de 2010), irmão de Luís José Durão Barroso e sobrinho materno de Diamantino Durão.

## Formação e carreira
Licenciado em Direito pela Faculdade de Direito da Universidade de Lisboa, após o 25 de Abril de 1974, obteve depois o grau de mestre em Ciências Econômicas e Sociais, pelo Instituto Europeu da Universidade de Genebra (Institut Européen de l'Université de Genève), que frequentou com uma bolsa da OTAN.
Desenvolveu uma carreira académica como assistente na Faculdade de Direito da Universidade de Lisboa, onde lecionou disciplinas Jurídico-Econômicas. Mais tarde, já depois da passagem pelo governo de Aníbal Cavaco Silva e da primeira candidatura a líder do PSD, passou pelo Departamento de Ciência Política da Universidade de Georgetown (em Washington), efetuando trabalho de pesquisa no âmbito do doutoramento que nunca viria a concluir.
De regresso a Lisboa, assumiu a função de Professor Auxiliar (apesar de não possuir o grau de Doutor) e de diretor do Departamento de Ciência Política da Universidade Lusíada de Lisboa.

## Atividade política
A sua atividade política teve início nos seus tempos de estudante, antes da Revolução dos Cravos de 25 de abril de 1974. Foi um dos líderes da FEM-L (Federação dos Estudantes Marxistas-Leninistas), do Movimento Reorganizativo do Partido do Proletariado (MRPP), força política de inspiração maoísta.
Barroso foi expulso do MRPP depois de ter demonstrado uma série de atitudes que atentavam contra os princípios pelos quais o partido se movia; por exemplo a situação em que Durão Barroso surge na sede do PCTP/MRPP com uma carrinha cheia de mobília da Faculdade de Direito de Lisboa, roubada na sequência dos tumultos pós 25 de Abril. Nesse instante, Arnaldo Matos (líder do partido) ordena a Durão Barroso que vá devolver o material roubado.
Em 1980, Barroso aderiu ao Partido Social Democrata, partido do centro-direita português, no qual está filiado até hoje.

## Fatos políticos marcantes
O início da carreira de José Durão Barroso no PSD deve-se em boa parte a Pedro Santana Lopes. Foi o então Secretário de Estado da Presidência de Conselho de Ministros de Aníbal Cavaco Silva, então Primeiro-Ministro, quem falou insistentemente a Cavaco que considerava a extrema inteligência de Durão Barroso e que este merecia um lugar no governo. Cavaco Silva convidou-o para ser Subsecretário de Estado no Ministério de Assuntos Internos, cargo que assumiu logo em 1985, no primeiro governo cavaquista. Subsequentemente, em 1987, foi nomeado Secretário de Estado dos Assuntos Externos e Cooperação (1987–1992) e, finalmente, Ministro dos Negócios Estrangeiros (1992–1995).
Em 1995 candidata-se à liderança do partido. Perde para Fernando Nogueira, mas a sorte acaba por o bafejar, porque Nogueira é derrotado nas legislativas por António Guterres (num ciclo político muito desfavorável ao PSD). Barroso, entretanto agraciado com a Grã-Cruz da Ordem Militar de Nosso Senhor Jesus Cristo a 8 de Junho de 1996, ficou como reserva e tornou-se líder social-democrata em 1999, quando Marcelo Rebelo de Sousa saiu. Apesar de ter perdido as legislativas de 1999 para António Guterres, não se deu por vencido, ficando célebre a sua frase «tenho a certeza que serei primeiro-ministro, só não sei é quando». O seu vaticínio acabou por confirmar-se, tornando-se primeiro-ministro do XV Governo Constitucional em 2002, um governo de coligação PSD-CDS.
Em 1990 ele foi o principal promotor dos acordos de Bicesse, que levaram a um armistício temporário na Guerra Civil de Angola entre MPLA e a UNITA de Jonas Savimbi. Foi também um divulgador no panorama político internacional da causa da independência de Timor-Leste, ex-colónia portuguesa invadida a 7 de dezembro de 1975 pela Indonésia e considerada por este país como a sua 27.ª província.
Em 1993 o World Economic Forum refere-se a Durão Barroso com um dos "Global leaders for tomorrow" e considera-o um "political star".
Participou na reunião de Bilderberg de 1994, quando era ministro dos Negócios Estrangeiros do XII Governo Constitucional.
Em 2003, voltou a estar presente no clube de Bilderberg, na qualidade de primeiro-ministro. No início de 2004 assinou em secreto a Concordata entre a Santa Sé e Portugal, e em Novembro foi designado presidente da Comissão Europeia. Voltou a participar na reunião do ano de 2005 de Bilderberg, que teve lugar na Alemanha, na qualidade de presidente da Comissão. Participou também da última reunião do grupo na Grécia de 14 a 16 de Maio de 2009.

## Governação

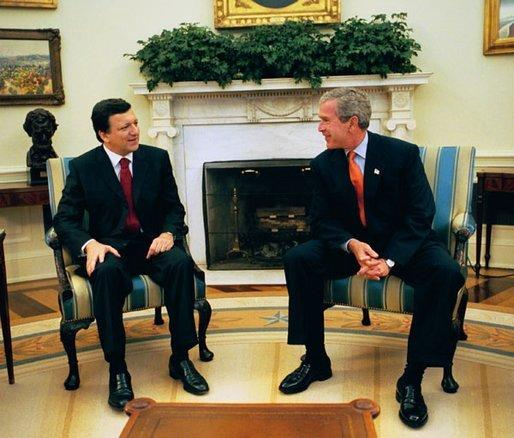
Durão Barroso (à esquerda) enquanto primeiro-ministro de Portugal num encontro na Casa Branca com o então presidente dos EUA, George W. Bush, em 2003

Na oposição, Durão Barroso foi eleito deputado por Lisboa à Assembleia da República em 1995 e foi o presidente da Comissão de Negócios Estrangeiros. Foi eleito Presidente da Comissão Política Nacional do PSD 1999 no XXI Congresso Nacional do PSD que teve lugar em Coimbra, no Pavilhão da Académica, de 30 de abril de 1999 a 2 de maio de 1999, tendo-se tornado então o líder da oposição.
Nas eleições legislativas de 2002 conseguiu com o PSD alcançar uma maioria relativa no Parlamento. Formando uma coligação pós-eleitoral com o CDS-PP alcançou uma maioria absoluta que lhe permitiu formar governo com estabilidade.
A 6 de abril de 2002, Durão Barroso tornou-se o 160.º primeiro-ministro de Portugal. Como primeiro-ministro destacou-se pela política de contenção da despesa pública (tendo como Ministra das Finanças, Manuela Ferreira Leite) e pelo apoio à invasão do Iraque em 2003, uma decisão que, de acordo com as sondagens, era contrária à opinião da grande maioria dos portugueses. Em 31 de Março de 2004, inaugura em Cabo Ruivo a nova sede da Rádio e Televisão de Portugal.

## A mudança para Bruxelas

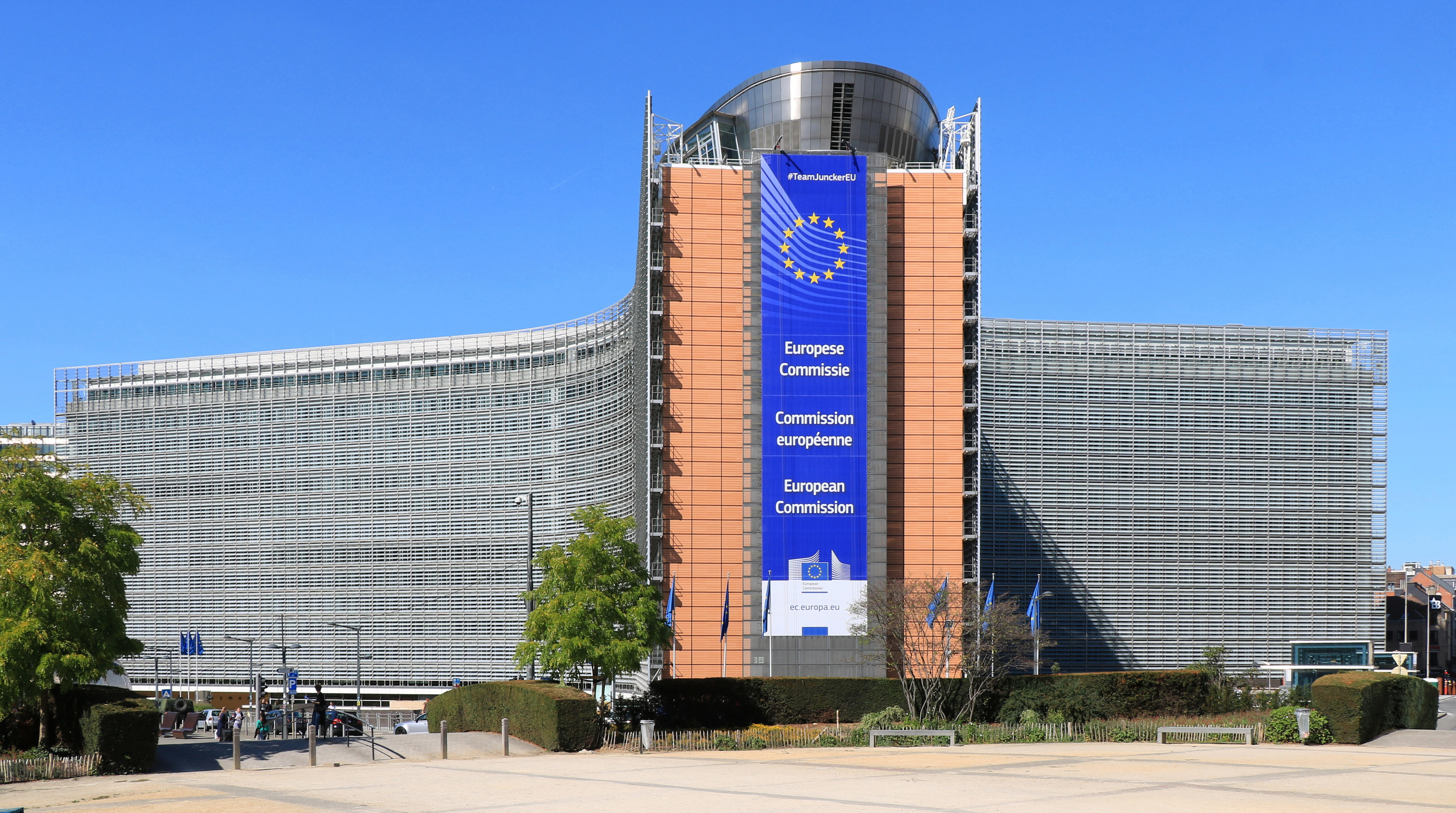
Sede da Comissão Europeia em Bruxelas (Edifício Berlaymont).

A 29 de junho de 2004, Barroso anunciou a sua demissão, para assumir o cargo de 12.º presidente da Comissão Europeia, remodelada e com mais poderes, sucedendo neste cargo a Romano Prodi, depois de o seu governo ter, durante bastante tempo, apoiado António Vitorino (socialista, da oposição) como candidato português para este cargo. Esta escolha foi feita por unanimidade pelos executivos dos 25 estados-membros da União nessa data, após uma reunião extraordinária do Conselho Europeu.
O Parlamento Europeu deu o seu aval a esta nomeação em 22 de julho de 2004, com 413 votos em 711 (251 contra e 44 abstenções, 3 nulos). Deveria ser conduzido no cargo a 1 de novembro de 2004, para um mandato de cinco anos. No entanto, devido a não ter conseguido reunir os apoio necessários junto do Parlamento Europeu para a aprovação da lista de comissários, a 27 de outubro de 2004, Durão Barroso pediu que a votação fosse adiada para data posterior. Finalmente, a 23 de novembro a sua equipa comissarial foi aprovada pelo Parlamento Europeu.

### A primeira Comissão Barroso
A Comissão deveria ter entrado em funções no dia 1 de novembro de 2004 mas, devido à oposição do Parlamento Europeu quanto à escolha de alguns comissários, Barroso viu-se obrigado a esperar. O nome de Rocco Buttiglione para Vice-Presidente e Comissário para a Justiça, Liberdade e Segurança foi trocado pelo de Franco Frattini; Ingrida Udre, que foi proposta pela Letónia para a Fiscalidade e união alfendegária foi substituída pelo húngaro László Kovács que tinha sido originariamente proposto para a Energia.
Tido como próximo do liberalismo económico, foi muito criticado por parte da imprensa europeia de esquerda.
Teve de afrontar em 2005 o «não» à Constituição Europeia de franceses e neerlandeses, que se expressaram em referendo. Declara pouco depois destes votos negativos que não está pessimista e acredita no futuro da União e continua a sua política de aproximação da Europa em relação aos cidadãos.
Apoiou a proposta de Nicolas Sarkozy de fazer um tratado modificado (Tratado de Lisboa) mas recusa a designação de tratado simplificado.

### A reeleição
Em 16 de setembro de 2009, Durão Barroso foi reeleito com a maioria absoluta dos votos no Parlamento Europeu.

## Pós Bruxelas
A 3 de Novembro de 2014 foi agraciado pelo Presidente da República Aníbal Cavaco Silva com o Grande-Colar da Ordem do Infante D. Henrique, uma honra geralmente reservada apenas a Chefes de Estado.
Durão Barroso é professor da Universidade Católica Portuguesa desde 2015. O ex-presidente da Comissão Europeia leciona no Instituto de Estudos Políticos, na Católica Global School of Law e na Católica Lisbon School of Business and Economics, e dirige o Centro de Estudos Europeus da mesma instituição.
Em fevereiro de 2015 foi nomeado professor convidado da Universidade de Genebra e deu aulas no Instituto de Estudos Globais.
Em julho de 2016 Durão Barroso foi nomeado presidente não-executivo (Chairman) do Banco Goldman Sachs International.
Em Janeiro de 2021 Durão Barroso tomou posse como presidente da Aliança Global para as Vacinas.
Segundo um estudo realizado pela empresa de consultoria de comunicação Imago-Llorente & Cuenca, em parceria com a Universidade Católica Portuguesa, divulgado em março de 2015, Durão Barroso foi considerado o quinto político mais influente da rede social Twitter, em Portugal, numa lista liderada pelo líder do partido político LIVRE, Rui Tavares.

## A vida familiar
Durão Barroso casou em Lisboa, Sé, a 28 de setembro de 1980 com Maria Margarida Pinto Ribeiro de Sousa Uva (Lisboa, Santa Maria de Belém, 25 de novembro de 1955 – Lisboa, 18 de agosto de 2016), filha de Luís Fernando Bravo de Sousa Uva (Faro, Sé, 18 de julho de 1926 – Cascais, 31 de maio de 2014) e de sua mulher Maria Susana Teixeira de Azevedo Pinto Ribeiro (Lisboa, Anjos, c. 1929) e irmã de Isabel Luísa Pinto Ribeiro de Sousa Uva, com quem teve três filhos:
- Guilherme de Sousa Uva Durão Barroso, casado em Aljustrel, Aljustrel, a 10 de Agosto de 2013 com Luísa Salazar de Sousa, da qual tem um filho:
  - Manuel Maria Salazar de Sousa Durão Barroso (2010)
- Francisco de Sousa Uva Durão Barroso
- Luís de Sousa Uva Durão Barroso

Durante a campanha eleitoral de 2002, a esposa de Durão Barroso, Margarida de Sousa Uva, dedicou publicamente ao marido um excerto do poema "sigamos o cherne" de Alexandre O'Neill, pretendendo destacar as capacidades de liderança do marido:
Sigamos o cherne, minha amiga!
Desçamos ao fundo do desejo
Atrás de muito mais que a fantasia
E aceitemos, até do cherne um beijo,
Senão já com amor, com alegria…
Em 15 de Julho de 2023 casou-se com Joana Gonçalves no Castelo de São João do Arade.

## Condecorações

### Portuguesas[8]
- Grã-Cruz da Ordem Militar de Nosso Senhor Jesus Cristo (8 de Junho de 1996) – Presidente Jorge Sampaio
- Grande-Colar da Ordem do Infante D. Henrique (3 de Novembro de 2014) – Presidente Cavaco Silva

### Estrangeiras[26]
- Cavaleiro de Graça e Devoção da Ordem Soberana e Militar Hospitalária de São João de Jerusalém, de Rodes e de Malta[27]
- Grã-Cruz Civil da Ordem Pro Merito Melitensi da Ordem Soberana e Militar Hospitalária de São João de Jerusalém, de Rodes e de Malta (21 de Julho de 1989)
- Grã-Cruz do Mérito com Estrela e Banda da Ordem do Mérito da República Federal da Alemanha (12 de Novembro de 1990)
- Grã-Cruz da Ordem do Leão da Finlândia da Finlândia (8 de Março de 1991)
- Grande-Oficial da Ordem Nacional da Costa do Marfim (18 de Março de 1991)
- Grã-Cruz da Ordem Nacional do Cruzeiro do Sul do Brasil (22 de Agosto de 1991)
- Grã-Cruz da Ordem de Orange-Nassau da Holanda (25 de Março de 1992)
- Grã-Cruz da Ordem da República da Tunísia (26 de Outubro de 1993)
- Excelentíssimo Senhor Grã-Cruz da Ordem do Mérito Civil de Espanha (27 de Outubro de 1993)
- Medalha da Ordem Nacional do Mérito da Guiné-Bissau (4 de Novembro de 1993)
- Grã-Cruz da Ordem Nacional do Cruzeiro do Sul do Brasil (1 de Março de 1994)
- Cavaleiro-Comendador Honorário da Distintíssima Ordem de São Miguel e São Jorge da Grã-Bretanha e Irlanda do Norte (17 de Junho de 1994)
- Grã-Cruz da Ordem El Sol do Peru (29 de Novembro de 1994)
- Grã-Cruz da Ordem de Ouissam Alaoui de Marrocos (20 de Fevereiro de 1995)
- Grã-Cruz da Ordem da República de Malta (3 de Março de 1995)
- Grã-Cruz da Ordem de Rio Branco do Brasil (25 de Julho de 1996)
- Grã-Cruz da Ordem do Mérito da República da Hungria (10 de Outubro de 2002)
- Grã-Cruz da Ordem do Mérito da Polónia (30 de Junho de 2004)
- Doutoramento Honoris Causa pela Universidade Taras Shevchenko (2011)
- Doutoramento Honoris Causa pela Universidade de Gante (2011)
- Doutoramento Honoris Causa pela Universidade de Tecnologia de Wrocław (2011)